# سداسي ميثيلين رباعي الأمين
سداسي ميثيلين رباعي الأمين هو مركب عضوي حلقي غير متجانس له الصيغة الكيميائية {\displaystyle {\ce {(CH4)6N4}}}، وهو شديد الذوبان في الماء والمذيبات العضوية القطبية. له بنية كيميائية شبيهه بالقفص مشابه للأدمانتان. وهو مفيد في تصنيع المركبات العضوية الأخرى بما في ذلك البلاستيك والمستحضرات الصيدلانية ومضافات المطاط. يتسامى في الفراغ عند 280 درجة مئوية.

## التصنيع والبنية والتفاعل
اكتشف ألكسندر بتلروف سداسي ميثيلين رباعي الأمين عام 1859. يتم تحضيره صناعيًا عن طريق الجمع بين الفورمالديهايد والأمونيا:
يمكن إجراء التفاعل في الحالة الغازية وفي محلول.